# Gustav Krahmer
Gustav Krahmer (* 29. Dezember 1839 in Elbingerode; † 7. Oktober 1905 in Wernigerode) war ein preußischer Generalmajor und Schriftsteller.

## Leben

### Herkunft
Er war der des Wegebaumeisters Ferdinand Krahmer († 1881) und dessen Ehefrau Emma, geborene Stelzner.

### Militärkarriere
Krahmer besuchte das Domgymnasium Magdeburg und trat am 1. August 1859 als Einjährig-Freiwilliger in die 3. Pionierabteilung der Preußischen Armee ein. Als Unteroffizier kam er im März 1860 in das 25. Infanterie-Regiment und wurde hier am 23. Juli 1861 zum Sekondeleutnant befördert. Ab Oktober 1864 absolvierte Krahmer die Kriegsakademie, dessen Besuch er für die Dauer des Deutschen Krieges unterbrechen musste. Er nahm als Regimentsadjutant an der Schlacht bei Langensalza und am Feldzug bei der Mainarmee an den Kämpfen bei Roßbrunn und Üttingen sowie der Beschießung von Würzburg teil. Nach dem Friedensschluss setzte Krahmer seine Ausbildung an der Kriegsakademie fort, die er Ende Juli 1868 erfolgreich abschloss. Als Premierleutnant folgte Ende zum 1. Mai 1869 seine Kommandierung zum Großen Generalstab.
Für die Dauer des mobilen Verhältnisses anlässlich des Krieges gegen Frankreich 1870/71 war Krahmer zum Generalstab des Generalgouvernements der Küstenlande unter General Eduard Vogel von Falckenstein kommandiert. Nach Kriegsende kehrte er zum Großen Generalstab zurück, wurde im November 1871 hierher versetzt und am 6. Januar 1872 zum Hauptmann befördert. Als Kompaniechef im Grenadier-Regiment Nr. 5 war Krahmer vom 4. April 1876 bis 24. April 1878 tätig, um anschließend wieder in den Großen Generalstab versetzt zu werden und die russischen Sektion zu leiten. Nach Beendigung des Russisch-Osmanischen Krieges kommandierte man ihn zur Grenzregulierungkommission zwischen Bulgarien und Ostrumelien. Am 18. Oktober 1879 folgte seine Beförderung zum Major. Er wurde dann am 15. April 1884 als Generalstabsoffizier zur Kommandantur Königsberg kommandiert. In dieser Stellung förderte er die Armierungsarbeiten der Festung Königsberg, erhielt am 22. März 1886 den Rang und die Gebührnisse als Abteilungschef und wurde am 22. März 1887 zum Oberstleutnant befördert. Krahmer war ab 13. November 1888 Kommandeur des Infanterie-Regiments Nr. 46 in Posen und wurde am 21. Juli 1889 Oberst. Mit seiner Beförderung zum Generalmajor erhielt er am 28. Juli 1892 das Kommando über die 69. Infanterie-Brigade in Graudenz. Aufgrund eines schweren Augenleidens musste Krahmer seinen Abschied nehmen. Er wurde am 15. Juli 1893 mit Pension unter Verleihung des Roten Adlerordens II. Klasse mit Eichenlaub zur Disposition gestellt.
Krahmer war ein hervorragender Kenner der russischen Sprache, die er sich während seines Besuchs der Kriegsakademie angeeignet hatte und befasste sich mit der Geschichte dieses Landes. Er verfasste unter anderem Die Geschichte des russisch-türkischen Krieges und das achtbändige Werk Rußland in Asien.

### Familie
Krahmer hatte sich 1872 in Deutz mit Mathilde Anna Marie Leopold (* 1848) verheiratet. Sie war die Tochter des Baurates und Betriebsdirektors Theodor Friedrich Leopold. Aus der Ehe gingen die beiden Töchter Emma (* 1873) und Wera (* 1875) sowie der Sohn Ulrich (* 1880) hervor.

## Werke
- Geschichte der Entwickelung des russischen Heeres: von der Thronbesteigung des Kaisers Nikolai I Pawlowitsch bis auf die neueste Zeit (als Fortsetzung der "Geschichte des russischen Heeres vom Ursprung desselben bis zur Thronbesteigung des Kaisers Nikolai I Pawlowitsch von F. von Stein")
- Die Beziehungen Russlands zu Persien. Elibron Classics, 2006 Adamant Media Corporation, ISBN 0-543-96791-3 (Paperback); ISBN 0-543-96790-5 (Hardcover) (Faksimile der Ausgabe von Zuckerschwerdt & Co, Leipzig 1903)